# Миодраг Живанов
Миодраг Живанов (Баваниште, 6. октобар 1928 — Београд, 8. новембар 2000) био је један од највећих српских библиографа 20. века и вишедеценијски начелник Библиографског одељења Народне библиотеке Србије. Био је главни редактор „Српске библиографије. Књиге 1868–1944”, најважнијег и најобимнијег дела српске библиографије, издатог у двадесет томова. Био је члан Савета за проучавање и заштиту културног блага манастира Хиландара. Објавио је велики број књига и преко стотину прилога, углавном из области библиографије и библиотекарства. 
Целокупна приватна библиотека и архива Миодрага Живанова налази се у Удружењу за културу, уметност и међународну сарадњу „Адлигат” у Београду, где специјализована збирка библиографија такође носи његово име. Легат је формирала Миодрагова жена, Драгослава Живанов, а Удружењу је поклонила и ауторска права на његова дела.

## Биографија

### Младост и школовање
Миодраг Живанов рођен је 6. октобра 1928. године у Баваништу, селу у околини Ковина, у породици земљорадника. Са седам година, родитељи су га послали код деде у Панчево да би се школовао, и ту је завршио гимназију. По завршеној гимназији, 1947. године, уписао је Групу за јужнословенске језике и књижевност на Филозофском факултету Универзитета у Београду. За време студија често је учествовао на шаховским такмичењима и турнирима, а титулу мајсторског кандидата освојио је 1949. године. Током студија, када се у панчевачкој Вишој гимназији „Урош Предић“ упразнило место професора српског језика, Живанов је постављен за професора, иако још увек није дипломирао. У том периоду упознао је Драгославу Живанов, која је тада била ученица гимназије. Дипломирао је 1955. године и након тога одслужио војни рок у Пожаревцу, где започиње његово дугогодишње пријатељство са Бранимиром Живојиновићем. По повратку из војске, а након што је Драгослава матурирала, формирали су породицу венчавши се у октобру 1956. године.

### Библиографска каријера
Заједно са супругом преселио се у Београд и 1957. године запослио у Народној библиотеци Србије. Наредне године је положио Стручни библиотекарски испит, за који је израдио своју прву библиографију Споменак 1893-1914. Разрешење анонима, псеудонима, иницијала и непотпуних имена песника, касније објављену у Годишњаку НБС за 1960. годину. Исте године основано је и Библиографско одељење са начелником Миленом Николићем, где је Милорад прешао одмах по оснивању. Њих двојица започеће озбиљан и организован рад на изради националне библиографије. 
Током наредних деценија, Живанов је огромну радну и стручну енергију уложио у библиографски рад, првенствено на прикупљању грађе за Српску библиографију. Књиге 1868-1944. Иако је непрестано радио на овом пројекту, Живанов је у међувремену завршио и последипломске студије на Филолошком факултету, али и објавио бројне књиге и прилоге. Магистрирао је са радом Јован Скерлић. Библиографија и литература (1892-1963), штампаним у публикацији Јовану Скерлићу у спомен, објављеној поводом педесетогодишњице Скерлићеве смрти 1969. године. Исте године у новембру, одржан је Научно-консултативни скуп у Народној библиотеци Србије, на коме је утврђен дефинитиван критеријум опсега националне библиографије, а примена овог критеријума изискивала је додатна истраживања и у библиотекама у којима је библиографски посао већ био завршен. Ово је довело до ангажовања већег броја хонорарних сарадника, али и библиографа, те се 1972. године формирао специјализован тим стручњака за израду националне и специјалних библиографија са Живановим на челу. Године 1974. постављен је за начелника Библиографског одељења и на том месту остао је до пензионисања 1992. године.
Од 1971. до 1985. године екипа Народне библиотеке Србије, чији је руководилац био Живанов, радила је на сређивању и обради књига и периодике у Хиландарској библиотеци. Живанов је током овог периода манастир посетио чак седамнаест пута и током боравка истраживао је, бележио и пописивао фонд богате хиландарске књишке ризнице. Сматрао је овај рад веома значајним за очување српске културе и често би радио до касно у ноћ, иако манастир тада није имао струју, како би стигао да што више прибележи током ограниченог времена које му је било на располагању. У раду му је помагао и отац Хризостом Столић, библиотекар Хиландарске библиотеке. Резултат овог дугогодишњег рада био је двотомни Каталог књига на српскохрватском језику од XVIII до XX века (коаутори Радисав Цајић и Драгутин Никчевић) који је издала Народна библиотека Србије 1989. и 1990. године. Године 2004. Библиотека је објавила и два тома његовог Каталога књига на бугарском и руском језику од XIX до XX века.
До 1988. године број истражених библиотека у земљи и иностранству повећао се на 110, а сва прикупљена библиографска грађа стизала је у Библиографско одељење НБС, где се под надзором Живанова сређивала и класификовала. За главног редактора Српске библиографије. Књиге 1868-1944. изабран је 1988. године, на седници Уређивачког одбора којом је председавао академик Радован Самарџић. Те године објављен је први том Српске библиографије. До одласка у пензију 1992. године, Живанов је редиговао девет томова и до 1998. године, наставивши рад на редакцији и у пензији, завршио је свих двадесет томова.   

Осим значајног библиографског рада, Миодраг је годинама радио и на утврђивању ауторства великог броја књига непознатих аутора или књига на којима су аутори били потписани псеудонимом. Током година је међу колегама постао познат и као „књижни детектив”, јер је умео да по стилу текста, издавачу, начину штампе и историјским околностима, готово непогрешиво утврди ко је написао одређену књигу или текст. Осим тога, предавао је и испитивао генерације библиотекара на Стручном библиотекарском испиту у Народној библиотеци.  
Оснивање Библиографског одељења у Народној библиотеци Србије, на коме је Живанов био преко двадесет година, сматра се првим интитуционализовањем библиографског рада у Србији. Претходно су библиографије биле формиране једино од стране даровитих појединаца, попут Ђуре Даничића и Стојана Новаковића, али не и организовано, у оквиру институције. Након дугогодишњег успешног рада овог Одељења, 1983. године у Инђији установљен је и Сусрет библиографа, у спомен на др Георгија Михаиловића. Иницијатори овог догађаја били су највиђенији библиографи тога доба: Душан Панковић, Лазар Чурчић и Миодраг Живанов. Први добитник престижне награде „Митровданска повеља“, коју је 1997. године установио Одбор Сусрета библиографа, био је Живанов. 
Миодраг је за свој библиографски рад награђен и Орденом рада са сребрним венцем 1973. године, а 1988. године, након објављивања првог тома Српске библиографије, уручена му је награда „Милорад Панић-Суреп“.
Мр Миодраг Живанов преминуо је 8. новембра 2000. године у Београду. На предлог Удружења „Адлигат”, у коме се данас налази његов легат, улица у Београду носи име њему у част.

## Легат проф. мр Миодрага Живанова
Легат Миодрага Живанова данас се налази у Удружењу за културу, уметност и међународну сарадњу „Адлигат” у Београду, а поклонила га је Миодрагова супруга, Драгослава Живанов, много пре оснивања самог Удружења, лично Виктору Лазићу. Драгослава је била наставница немачког језика, а по пензионисању почела је да држи и приватне часове. Међу њеним ученицима био је и Виктор Лазић. Миодраг Живанов и његова супруга често су Виктору поклањали књиге у детињству и током одрастања, а осим што му је Драгослава држала приватне часове немачког, Миодраг га је такође подучавао библиотекарству. Након што је Живанов преминуо 2000. године, Драгослава је Виктору, који је са њеним супругом делио ентузијазам и љубав према књизи, поклонила читаву личну библиотеку свога супруга, белешке, архивску грађу, фотографије и друге значајне материјале и културна добра, те је легат био део Библиотеке Лазић и пре оснивања Удружења „Адлигат”.

## Награде
Живанов је носилац Ордена рада са сребрним венцем (1973) и највише библиотекарске награде „Милорад Панић-Суреп“ (1988). Први је добитник „Митровданске повеље", коју је 1997. године установио Одбор Сусрета библиографа. 

## Дела (библиографија)
Од 1954. године, када му је штампан први рад Душан Васиљев - песник потлачених, у листу Панчевац, објавио је преко стотину прилога, углавном из области библиографије и библиотекарства. Сарађивао је на „Лексикону писаца Југославије”, „Библиографији расправа и чланака”, а у „Енциклопедији Југославије” (Лексикографски завод, Загреб, 1988), аутор је јединице посвећене историјату библиографије.

### Библиографије
- „Споменак 1893-1914. Разрешење анонима, псеудонима, иницијала и непотпуних имена песника”, Народна библиотека Србије: Годишњак, 1960, стр. 262-275.
- „Библиографија Доситејевих издања (1811-1961)”, уз Сабрана дела I и II Доситеја Обрадовића, Просвета, 1961.
- „Пејановић Ђорђе: Библиографија штампе Босне и Херцеговине 1850-1941”, Библиотекар, 1962, бр. 3, стр. 279-282.
- „О библиографији: Југословенска књижевност у иностранству”, Библиотекар, 1962, бр. 5, стр. 430-433.
- „Скерлић и библиотеке”, Библиотекар, 1964, бр. 3-4, стр. 173-176.
- „Библиографија посебних издања радова Стојана Новаковића”, Библиотекар, 1965, бр. 5-6, стр. 283-297.
- „Библиографија посебних издања М. Панића-Сурепа” (са К. Лазић), Библиотекар, 1968, бр. 4, стр. 327-339.
- „Јован Скерлић. Библиографија и литература (1892-1963)”, публикација Јовану Скерлићу у спомен, 1969, стр. 223-417.
- „Октобарска социјалистичка револуција. Библиографија посебних издања и чланака из радничке периодике 1917-1945”, Библиотекар, 1969, бр. 3, стр. 456-458.
- „Библиографија радова др Дејана Медаковића”, Матица српска, Зборник ликовне уметности 8, Нови Сад, 1972, стр. 1-19.
- „Стерија и библиотекарство”, Стерија и књига, Матица српска и Народна библиотека Србије, 1981, стр. 33-50.
- „Библиографија Милоша Н. Ђурића” (са Р. Цајићем), Народна библиотека Србије,1983.
- „Панчевачка библиографија 1833-1960”, Народна библиотека Србије, 1985.
- „Библиографија издања Коларчевог народног универзитета 1863-1985”, Коларчев народни универзитет, 1987.
- „Врањска библиографија” (са К. Лазић и Ј. Јелић), Народна библиотека „Бора Станковић”, 1988.
- „Библиотека манастира Хиландара. Каталог књига на српскохрватском језику од XVIII до XX века” (са Р. Цајићем и Д. Никчевићем), Народна библиотека Србије, 1989. и 1990.
- „Српска библиографија. Књиге 1868-1944”, Народна библиотека Србије, 1988. —1998.
- „Библиотека манастира Хиландара. Каталог књига на бугарском и руском језику од XIX до XX века”, Народна библиотека Србије, 2004.

### Фототипска издања листова
- „Нишка социјалистичка борба 1903 - Наш лист 1937“, Ниш, 1979.
- „Панчевац 1869-1873. I – II“, Београд-Панчево, 1981.
- „Граничар 1873.“, Београд-Панчево, 1982.
- „Жижа 1871-1874.“, Београд-Панчево,1983.
- библиографија листа „Домаћи лекар 1871-1873“, Београд-Нови Сад-Зрењанин, 1995.

### Прилози и остало
- „Први радови Ива Ћипика”, Прилози за књижевност, језик, историју и фолклор, 1964, књ. XXX, бр. 1-2, стр. 118-121.
- „Прилог библиографији Београда”, Матична библиотека „Ђорђе Јовановић”, Библиотекар, 1964, бр. 5-6, стр. 411-415.
- „Милен Николић”, Библиотекар, 1966, бр. 5-6, стр. 523-525, поводом пензионисања.
- „О централном каталогу Србије”, Библиотекар, 1970, бр. 6, стр. 766.
- „Један заборављени некролог Светозару Марковићу” (са текстом некролога Јована Павловића), Прилози за књижевност, језик, историју и фолклор, 1975, књ. XLI, св. 1-2, стр. 101-104.
- „Прилог библиографији спрског народа и народности СР Србије XVIII века”, Библиотекар, 1977, бр. 4-6, стр. 198-305.
- „Библиотекарство и наше културно наслеђе”, Народна библиотека Србије: Годишњак, 1978, стр. 30-32.
- „Народна библиотека Србије”, Југословенски преглед, XXV, 1981, бр. 1, стр. 36-38.
- „Националне библиотеке”, Југословенски преглед, XXV, 1981, бр. 1, стр. 27.

Целокупна библиографија Миодрага Живанова налази се у Удружењу „Адлигат”, у оквиру његовог легата.